# Radu Boboc
Radu Boboc (n. 24 aprilie 1999, Craiova, România) este un fotbalist român, care joacă pe post de mijlocaș la U Cluj în SuperLiga României. Pe plan internațional, are prezențe la națională pentru România Sub-17, România Sub-19 și România Sub-21.
A fost de câteva ori convocat la echipele naționale de juniori ale României.